# Gustavus (Alaska)
Gustavus (Tlingit: Wanachích T’aak Héen) ist ein Ort mit dem Status einer City in der Hoonah-Angoon Census Area in Alaska. Das U.S. Census Bureau hatte bei der Volkszählung 2020 eine Einwohnerzahl von 655 ermittelt.

## Geographie
Gustavus befindet sich im Alaska Panhandle im Südosten Alaskas. Gustavus befindet sich an der Nordküste der Icy Strait an der Mündung des Salmon River. Der Ort liegt 77 km westnordwestlich von Juneau, der Hauptstadt Alaskas. Nordöstlich von Gustavus befindet sich der Flughafen Gustavus. Nördlich von Gustavus erstreckt sich der Glacier-Bay-Nationalpark. Der Ort liegt auf der östlichen Seite am Eingang zur Bucht Glacier Bay.

## Ortsname
Die Stadt ist benannt nach der Landzunge Point Gustavus. George Vancouver hatte ihr 1793 den Namen Point Adolphus gegeben nach dem britisch-hannoverschen Prinzen Adolphus Frederick. William Healey Dall sah bei seiner Vermessung der Küstengegend 1878 den Namen und nahm an, es sei eine Verkürzung von Gustavus Adolphus, der englischen Variante des Namens des schwedischen Königs Gustav II. Adolf, worauf er den Namen als Point Gustavus ins neue Kartenwerk übertrug.

## Geschichte
Als George Vancouver 1794 die südliche Alaskaküste entlang segelte, reichte der Grand-Pacific-Gletscher bis zum Eingang der Glacier Bay. Bis 1916 hatte sich der Gletscher 100 km zurückgezogen. Westlich vom heutigen Gustavus auf der Landzunge Point Gustavus („Clay Point“) bewohnten bis 1922 Woosh-Keetan Tlingit ein Clan-Haus. 1913 besiedelten die ersten amerikanischen Siedler das Gebiet. Ein Sägewerk wurde errichtet. Im Jahr 1925 wurde das „Glacier Bay National Monument“ von Präsident Calvin Coolidge eingerichtet. Auf Wunsch der Siedler blieb das Gebiet von Gustavus außerhalb des Schutzgebietes. 1939 wurde das Areal des Schutzgebietes vergrößert und Gustavus mit eingeschlossen. Daraufhin verließen die Siedler Gustavus. Während des Zweiten Weltkriegs wurde von der U.S. Army bei Gustavus eine Landebahn gebaut. 1952 wurde vom National Park Service das knapp 10 km nordwestlich gelegene Bartlett Cove als Standort für das Hauptquartier des Schutzgebietes gewählt. 1955 gab Präsident Dwight D. Eisenhower 33 km² zur Besiedelung frei. 1958 ging eine Schule mit 8 Schülern in Betrieb. 1980 wurde das National Monument zu einem Nationalpark. Gustavus erhielt am 1. April 2004 den Status einer „City“. Neben einer ganzjährigen Bevölkerung gibt es in Gustavus Wohnhäuser, die nur saisonal bewohnt werden. Ein Teil der Bevölkerung lebt von Subsistenzwirtschaft.

## Demografie
Zum Zeitpunkt der Volkszählung im Jahre 2020 (U.S. Census 2020) hatte Gustavus 655 Einwohner auf einer Landfläche von 94,17 km². Von den Einwohnern waren 564 Weiße, einer afrikanisch-amerikanischer sowie 34 amerikanisch-indianischer Abstammung.
Beim Zensus im Jahr 2000 wurden 429 Einwohner gezählt, 2010 waren es 442. Die Bevölkerungsentwicklung war in den letzten Jahren ansteigend.